# Philippe Toussaint Joseph Bordone

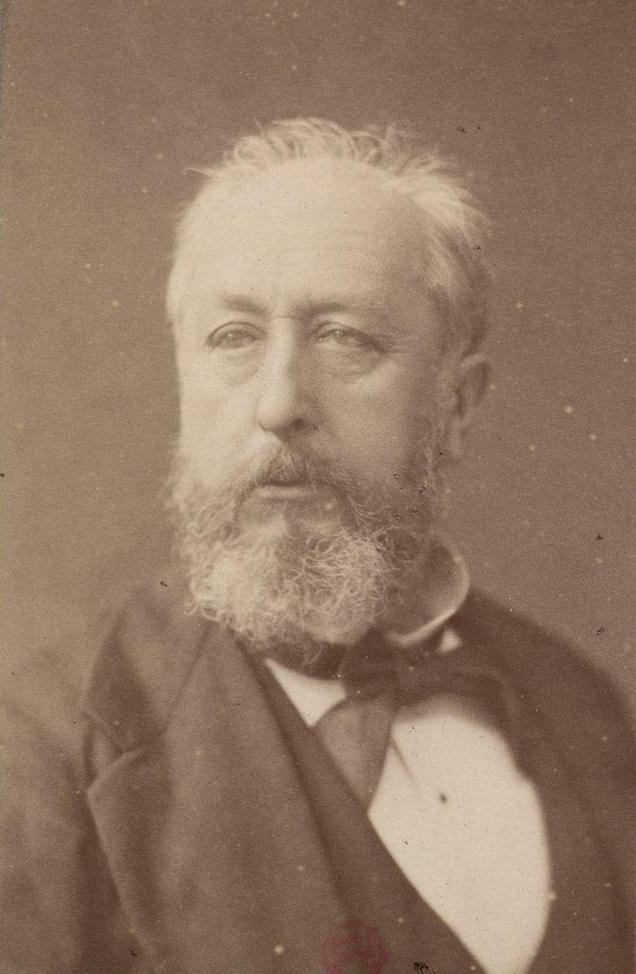
Philippe Toussaint Joseph Bordone.

Philippe Toussaint Joseph Bordone, född den 1 november 1821 i Avignon, död 1892, var en fransk läkare och militär.
Bordone deltog i Krimkriget (1854–1856) som kirurg vid franska flottan, åtföljde 1860 Garibaldi på expeditionen till Sicilien och Neapel och tjänstgjorde under fransk-tyska kriget 1870–1871 som general och stabschef hos Garibaldi, vilken han övertalat att delta i kriget. Om detta fälttåg skrev han till Garibaldis förhärligande och eget självförsvar Garibaldi et l'armée des Vosges (4:e upplagan 1874).